# Damarchus oatesi
Damarchus oatesi is een spinnensoort in de taxonomische indeling van de bruine klapdeurspinnen (Nemesiidae).
Damarchus oatesi werd in 1895 beschreven door Thorell.